# Aleuroclava uraianus
Aleuroclava uraianus là một loài côn trùng cánh nửa trong họ Aleyrodidae, phân họ Aleyrodinae.
Aleuroclava uraianus được Takahashi miêu tả khoa học đầu tiên năm 1932.